# محمد عصام خالد
محمد عصام خالد (انگلیسی: Mohamed Essam Khaled؛ زادهٔ ۱۱ ژانویهٔ ۱۹۵۱) بازیکن بسکتبال اهل مصر بود.